# Jeanne LaDuke
 Alice Jeanne LaDuke  (* 27. Juni 1938) ist eine US-amerikanische Mathematikerin. Sie war auch eine Kinderschauspielerin, die in einem Film (The Green Promise) auftrat.

## Leben
LaDuke wuchs in Posey County im Südwesten von Indiana auf. Als Kind spielte sie 1948 in dem Film The Green Promise das Farmmädchen Jessie Wexford, eine Schwester von Natalie Wood.  In den 1950er Jahren studierte sie Mathematik an der DePaul University mit einem Master als Abschluss. Als Frau bekam sie jedoch keine Anstellung an einer Schule, so dass sie 1966 als Doktorandin an die University of Oregon nach Oregon zurückging. Sie promovierte 1969 mit einer von Kenneth Allen Ross betreuten Dissertation: {\displaystyle E_{p}} Space: Essentially a Product of {\displaystyle C_{p}} Spaces. Bis zu ihrem Ruhestand 2003 arbeitete sie die folgenden dreißig Jahre als Fakultätsmitglied im Fachbereich Mathematische Wissenschaften an der DePaul University. Eine jährliche Vorlesungsreihe (2005–2016) über Frauen in Mathematik, Naturwissenschaften und Technik wurde dort nach ihr benannt.

## Veröffentlichung
- Judy Green, Jeanne LaDuke: Pioneering Women in American Mathematics. The Pre-1940 PhD’s (= History of Mathematics. 34). American Mathematical Society u. a., Providence RI 2009, ISBN 978-0-8218-4376-5.